# Crossopetalum shaferi
Crossopetalum shaferi är en benvedsväxtart som först beskrevs av Britton och Urb., och fick sitt nu gällande namn av Henri Alain Liogier. Crossopetalum shaferi ingår i släktet Crossopetalum och familjen Celastraceae. Inga underarter finns listade.